# Courier (Schiff)
Die Courier war ein Containerschiff, das Anfang März 2009 von somalischen Piraten angegriffen wurde.

## Geschichte
Die Courier war ein Containerschiff des Typs Warnow CS 1400. Eigner des Schiffes war eine zur Reederei Gebr. Winter aus Hamburg gehörende Bereederungsgesellschaft. Das Schiff wurde zwischen 1994 und 1995 unter der Baunummer 430 auf der damaligen Kvaerner Warnow Werft in Warnemünde gebaut. Die Kiellegung fand am 18. Mai, der Stapellauf am 23. September 1994 statt. Fertiggestellt und an den Eigner übergeben wurde das Schiff im Februar 1995. Anfang 2013 wurde das Schiff in Mumbai verschrottet.

## Piratenangriff und Strafverfolgung
Die mit Stahlprodukten beladene Courier befand sich auf dem Weg nach Dschabal Ali in den Vereinigten Arabischen Emiraten, als der philippinische Kapitän des Schiffes am 3. März 2009 um 7.12 Uhr MEZ einen Notruf absetzte. Er meldete, dass Piraten den Frachter mit Panzerfäusten und automatischen Waffen attackierten. An Bord des Schiffes befanden sich 18 überwiegend philippinische Besatzungsmitglieder.
Ein Bordhubschrauber vom Typ Sea Lynx von der etwa 50 sm entfernten Fregatte Rheinland-Pfalz, die im Rahmen des Anti-Piraten-Einsatzes Operation Atalanta im Golf von Aden kreuzte und ein Hubschrauber der US-Marine von dem in der Nähe stationierten Kreuzer Monterey vereitelten den Angriff. Gegen 10 Uhr wurde das offene Boot von Soldaten der deutschen Fregatte geentert und neun Personen festgenommen.
Die Rheinland-Pfalz brachte die neun Festgenommenen nach Mombasa und überstellte sie am 10. April 2009 an die kenianischen Behörden zur weiteren Strafverfolgung. Die Hamburger Staatsanwaltschaft hatte von einer strafrechtlichen Verfolgung in Deutschland Abstand genommen, nachdem am 6. März 2009 in der kenianischen Hauptstadt Nairobi ein Abkommen zur Übergabe von am Horn von Afrika festgesetzten Piraten zwischen der EU und Kenia unterzeichnet worden war.
Die Besatzung der Rheinland-Pfalz hatte die beim Entern des somalischen Bootes die vorgefundenen Waffen, darunter eine Panzerfaust, drei Sturmgewehre AK-47, eine Tokarew-Pistole, einen Karabiner und ein Schnellfeuergewehr aus Sicherheitsgründen über Bord geworfen. Die kenianischen Justiz kritisierte, die deutschen Soldaten hätten durch die Versenkung der Tatwerkzeuge im Meer wichtige Beweismittel vernichtet, die erforderlich wären, um Piraterie zu beweisen, und hält die Aussage des Kapitäns des angegriffenen Frachters Courier vor Gericht für unverzichtbar.
Zwei wegen des Angriffs auf das Containerschiff Courier in Kenia inhaftierte Somalier verklagten die Bundesregierung auf Schadenersatz. Einer der mutmaßlichen Seeräuber ließ über seine deutschen Anwälte beim Landgericht Berlin eine Amtshaftungsklage gegen das Innen-, Justiz- und Verteidigungsministerium sowie gegen das Auswärtige Amt einreichen. Die Überstellung an Kenia sei unrechtmäßig, da die Unterbringung im Shimo La Tewa Gefängnis in Mombasa menschenunwürdig sei, europäische Mindeststandards würden nicht eingehalten, auch seien die Inhaftierten überhaupt keine Piraten. Der somalische Kapitän wollte im Jemen ein legales Waffengeschäft abwickeln, die anderen seien Passagiere gewesen, die für die Überfahrt bezahlt hätten.
Ein anderer Angeklagte ließ durch seinen Anwalt einen Eilantrag beim Verwaltungsgericht Berlin stellen, in dem er verlangte, dass die Bundesregierung die Kosten für den deutschen Verteidiger übernimmt und diesen konsularisch unterstützt. Der Prozess begann am 22. April 2009 in Mombasa.
Am 28. April 2009 sagte Willie Sulong, der Kapitän der Courier, vor Gericht in Mombasa aus. Kapitän Sulong beschrieb, wie Männer von einem Boot auf die Courier schossen. Identifizieren konnte er sie nicht. GPS-Positionsdaten aus einem auf dem Skiff der Verdächtigen gefundenen Navigationsgerät belegen jedoch, dass sie zur Tatzeit am Tatort waren.
Ein Richter am Obersten Gericht in Mombasa ordnete am 9. November 2010 die sofortige Freilassung der neun mutmaßlichen somalischen Piraten und deren Rückführung in ihr Herkunftsland an. Das Gericht begründete diese Entscheidung damit, dass Kenia entsprechend seiner Gesetze keine Gerichtsbarkeit über Straftaten ausüben könne, die außerhalb seiner Hoheitsgewässer begangen wurden.

## Technische Beschreibung
Angetrieben wurde die Courier von einem Siebenzylinder-Zweitakt-Dieselmotor mit einer Leistung von 11.130 kW, der auf einen Festpropeller wirkt. Darüber hinaus war das Schiff mit einem Bugstrahlruder ausgerüstet.
Das Schiff konnte insgesamt 1.452 TEU laden, wovon 534 TEU unter Deck und 918 TEU an Deck Platz fanden. Weiterhin waren Anschlüsse für insgesamt 150 Kühlcontainer vorhanden. Die drei Krane an Bord, die jeweils 45 Tonnen heben konnten, erlaubten dem Schiff den Ladungsumschlag auch unabhängig von vorhandener Hafeninfrastruktur.